# Ембраер ERJ 145
Ембраер ERJ 145 е серия регионални самолети на бразилската самолетостроителна компания Ембраер, включваща няколко основни варианта: ERJ 135 (37 пътници), ERJ 140 (44 пътници) и ERJ 145 (50 пътници), както и бизнес самолета Ембраер Легаси и военния самолет R-99. Всички самолети от серията се задвижват от по два турбовитлови двигателя.